# Congrès des nations en Chine
Congrès des nations en Chine, estrenada als Estats Units com China Versus Allied Powers i al Regne Unit com China Versus the Allied Nations, i també conegut com The Congress of Nations in China: A Topical Creation i China Against the Allies, va ser un curtmetratge mut satíric francès del 1901 dirigit per Georges Méliès. Va ser llançat per la Star Film Company de Méliès i té el número 327 als seus catàlegs.

## Tanca
Segons una descripció del catàleg de la pel·lícula:
| « | Un mag presenta un paper circular del qual treu les banderes dels aliats. Després de cada bandera treu un soldat del país respectiu i, finalment, produeix un xinès. Però amb prou feines els aliats l'han vist a aquest últim que s'abalaren sobre ell i intenten tallar-lo a trossos. La part més divertida de la nostra història és que el xinès s'escapa en un globus, amb una expressió d'innocència infantil a la cara mentre els aliats intenten tallar-lo. | » |

## Producció
La pel·lícula, probablement feta a finals de l'estiu de 1900, satiritza la coalició aliada (Alemanya, Àustria-Hongria, Estats Units, França, Itàlia, Japó, Regne Unit i Rússia) que aleshores realitzaven intervencions militars a la Xina, poc abans de la Rebel·lió dels Bòxers. (La rebel·lió en si no s'esmenta a la descripció supervivent de la pel·lícula, i probablement la data posteriorment.)
El 1900, Méliès ja havia filmat nombroses "notícies reconstruïdes" (recreacions escenificades d'esdeveniments actuals) relacionades amb temes bèl·lics. Congrès des nations en Chine, encara que d'actualitat semblant, va prendre una ruta estilística diferent, representant el conflicte simbòlicament. Méliès, les pel·lícules de la qual sovint estan al costat de l'underdog (com s'evidencia, per exemple, a la seva sèrie de pel·lícules L'Affaire Dreyfus), revela una posició pro-xinesa en aquesta pel·lícula; aquesta va ser una posició molt inusual entre els cineastes europeus, i de fet cap altra pel·lícula coneguda feta en aquell moment sobre el conflicte xinès retrata la Xina amb simpatia.
Actualment es presumeix que la pel·lícula és perduda.

## Pel·lícules relacionades
La pel·lícula nord-americana The Congress of Nations, dirigida per J. Stuart Blackton de Vitagraph Studios per la Edison Manufacturing Company i amb drets d'autor el setembre de 1900, té una trama molt semblant, i pot haver estat inspirada en la pel·lícula de Méliès. La pel·lícula de Blackton, realitzat en col·laboració amb el mag i cineasta anglès Albert E. Smith i amb Smith a la pantalla, sobreviu com a impressió en paper. Blackton i Smith també van prendre prestat la atècnica de la fosa utilitzada a la pel·lícula de Méliès, que havia estat pionera en la seva exitosa pel·lícula de 1899 Cendrillon. El mag de la versió de Blackton, després d'haver produït banderes i personificacions de les nacions implicades, permet als seus soldats aliats atacar un personatge "xinès" no militar (en realitat un empleat de Vitagraph, Morris Brenner) per un uns instants abans de substituir el conflicte per una enorme bandera americana i un quadre patriòtic.